# Three Rock Cove
Three Rock Cove is een plaats en local service district in de Canadese provincie Newfoundland en Labrador. De plaats bevindt zich op het schiereiland Port au Port aan de westkust van het eiland Newfoundland.

## Geografie
Three Rock Cove ligt in het westen van Port au Port, een groot schiereiland aan de westkust van Newfoundland. De plaats is een ongeveer 4 km lang lintdorp gevestigd op een kustvlakte aan de oevers van de Saint Lawrencebaai. De hoofdbaan van het dorp is provinciale route 463, die een groot deel van de kust van het schiereiland volgt.
Three Rock Cove ligt een drietal kilometer ten noordoosten van het zeer gelijkaardige kustdorp Mainland. De plaats ligt voorts zo'n 5 km ten zuidwesten van Lourdes, de op een na grootste gemeente van Port au Port.
Ter hoogte van het dorp mondt een klein riviertje in zee uit, namelijk de Three Rock Cove Brook.

## Geschiedenis
Three Rock Cove is een van de zeldzame Newfoundlandse plaatsen waar historisch een minderheid van Franstaligen woont. Het dorp staat bij de Franco-Newfoundlandse gemeenschap bekend als Trois Cailloux, al heeft enkel de Engelstalige plaatsnaam een officiële status.
Sinds 1982 hebben de inwoners van het in gemeentevrij gebied gelegen Three Rock Cove beperkt lokaal bestuur doordat de plaats een local service district (LSD) werd.
In 2022 vroegen de local service districtsleden van Three Rock Cove en Mainland aan de provincieoverheid om een onderzoek te doen naar de eventuele fusie van beide LSD's tot één volwaardige gemeente. Volgens het in 2024 afgeronde onderzoek was er ook bij de bevolking steun voor dit idee. Er is echter nog geen definitief besluit genomen door het provinciebestuur.

## Demografie
De designated place Three Rock Cove kent demografisch gezien, net zoals de meeste afgelegen plaatsen op Newfoundland, reeds jarenlang een dalende trend. Tussen 1991 en 2021 daalde de bevolkingsomvang van 257 naar 121. Dat komt neer op een daling van 136 inwoners (-53%) in dertig jaar tijd.
| Demografische ontwikkeling van Three Rock Cove tussen 1991 en 2021 |
| ------------------------------------------------------------------ |
|                                                                    |
| Bron: Statistics Canada (1991–1996, 2001–2006, 2011–2016, 2021)    |

### Taal
Volgens de volkstelling van 2021 had de grote meerderheid van de inwoners van dorp het Engels als moedertaal, al waren er ook tien mensen (8%) die het Frans als moedertaal hadden. De plaats telde in totaal zo'n 25 mensen die het Frans machtig waren.